# Kazimierz Piekarec
Kazimierz Piekarec fr. Casimir Piekarec (ur. 15 kwietnia 1940 w Warszawie – zm. 11 lipca 2024 w Antony pod Paryżem) – dziennikarz radiowy, polski tłumacz literatury iberoamerykańskiej, wieloletni pracownik i szef sekcji polskiej  Radio France Internationale (RFI) .

## Życiorys
Kazmierz Piekarec okupację i Powstanie Warszawskie przeżył jako dziecko w Warszawie z rodzicami. Po powstaniu przebywał z matką w Suchedniowie (ojciec znalazł się w oflagu), skąd wrócił do Warszawy. Po wojnie ojciec Kazimierza kierował Biurem do Spraw UNRRA, następnie od marca 1947 „Polską Misją do Zakupu Demobilu Amerykańskiego” w Paryżu, gdzie Kazimierz Piekarec uczęszczał do szkoły podstawowej. Od 1948 mieszkał i chodził do szkoły w Rzymie, gdzie jego ojciec został radcą handlowym polskiej ambasady. Po powrocie do kraju ukończył Liceum im. Świerczewskiego w Warszawie, gdzie uczył się w latach 1954-1958. W 1959 zdał egzamin na ówczesny Wydział Filologiczny UW gdzie podjął studia w Instytucie Romanistyki. W 1962, po trzecim roku romanistyki otrzymał stypendium na Kubę i do 1964 uczył się w Hawanie w „La Escuela de Letras”. Studia zakończył w na UW ze specjalnością hispanistyka. Od 1965 zatrudniony został jako asystent w Instytucie Romanistyki UW, jednocześnie pracował jako tłumacz literatury z krajów Ameryki Łacińskiej, recenzent wydawniczy, redaktor i korektor. W styczniu 1969 udał się do Paryża korzystając z francuskiego stypendium Instytutu Hiszpanistycznego, po roku kolejnym wystąpił o azyl we Francji. W grudniu 1969 podjął pracę dla sekcji polskiej Office de Radiodiffusion et Telévision Francaise jako dziennikarz radiowy. Po przerwaniu przez Francję w 1974 nadawania audycji radiowych do Polski, od 1975 pracował w zespole który tworzył program nadawany na falach średnich przez rozgłośnię w Lille, a przeznaczony dla Polonii francuskiej i belgijskiej.  W maju 1978 Kazimierz Piekarec przeszedł do redakcji powołanego formalne trzy lata wcześniej "Radio France Internationale" (RFI) nadającej audycje do Europy Wschodniej w języku francuskim (Chaine Est). Po wybuchu stanu wojennego w Polsce Kazimierz Piekarec wrócił do redakcji polskiej, która zreorganizowana została wtedy pod kierunkiem Leszka Talki w ramach RFI i 17 grudnia 1981 rozpoczęła codzienną emisję programów skierowanych do Polski na falach krótkich. W 1982 Kazimierz Piekarec przejął kierownictwo redakcji polskiej od Leszka Talko, i sprawował tę funkcję do 2005, kiedy przeszedł na emeryturę.  W stanie wojennym i po jego zawieszeniu, audycje Sekcji Polskiej RFI pod kierownictwem Kazimierza Piekarca były słuchane w Polsce na równi powszechnie z programami Wolnej Europy czy BBC. 16 stycznia 1983 Kazimierz Piekarec jako szef sekcji polskiej RFI przyjęty został na prywatnej audiencji w apartamentach Jana Pawła II w Watykanie z okazji wydania nagranej przez RFI płyty poświęconej św. Maksymilianowi Kolbe. W grudniu 2009 redakcję polską RFI rozwiązano. Kazimierz Piekarec zmarł 11 lipca 2024 w Antony. Został pochowany na cmentarzu w Le Plessis-Robinson pod Paryżem, gdzie spędził też ostatnie lata życia.

## Odznaczenia
13 marca 1993 minister edukacji narodowej i kultury Republiki Francuskiej Jack Lang odznaczył Kazmierza Piekarca Orderem Sztuki i Literatury w randze kawalera (Ordre des Arts et des Lettres, Chevalier) 

## Rodzina
Kazimierz był synem Marii z domu Bałauszko i Wincentego Piekarca (1906-1983) we wrześniu 1939 r. walczącego w składzie 85. pułku piechoty, członka V Obwód (Mokotów) Warszawskiego Okręgu Armii Krajowej ps.”Pogrom”, w Powstaniu Warszawskim dowódcy plutonu VII zgrupowanie (batalion) "Ruczaj". Siostrą Kazimierza Piekarca była Zofia Piekarec-Papuzińska (1944-2024) anglistka na Uniwersytecie Warszawskim. Miał trzy córki: Sophie, Marion i Catherine.

## Dorobek translatorski
Kazimierz Piekarec był tłumaczem literatury hiszpańskojęzycznej, specjalizującym się w prozie iberoamerykańskiej. Tłumaczył także z polskiego na hiszpański i francuski. Przełożył m.in. następujące dzieła:

### Tłumaczenia z języka hiszpańskiego
- Calvert Casey, Powrót i inne opowiadania, Warszawa: Czytelnik, 1967.[20]
- Koralowy koń: opowiadania kubańskie, Warszawa: Książka i Wiedza, 1968.[21]
- Spotkanie: antologia noweli argentyńskiej, wybór Oscar Gamardo, Warszawa: Państwowy Instytut Wydawniczy, 1968.[22]
- Julio Le Riverend, Historia gospodarcza Kuby, Warszawa: Książka i Wiedza, 1968.[23]
- Ángel del Río, Historia literatury hiszpańskiej. T. 1: Od początków do 1700, Warszawa: PWN, 1970.[24]
- Jorge Luis Borges, Fikcje, Warszawa: PIW, 1972.[25]
- Pablo Neruda, Poezje, Warszawa: PIW, 1975.[26]
- Francisco de Quevedo, Sny; Godzina dla każdego, czyli Fortuna mózgiem obdarzona, Warszawa: PIW, 1982.[27]
- Mario Vargas Llosa, Miasto i psy, Warszawa: Muza, 1998.[28]

### Tłumaczenia z języka polskiego
- Witold Gombrowicz, Trans‑Atlantyk, Barcelona: Barral Editores, 1971.[29]
- Anna Winczakiewicz, J'ai survécu, Paris: La Pensée Universelle, 1977.[30]